# Płowce (województwo podkarpackie)

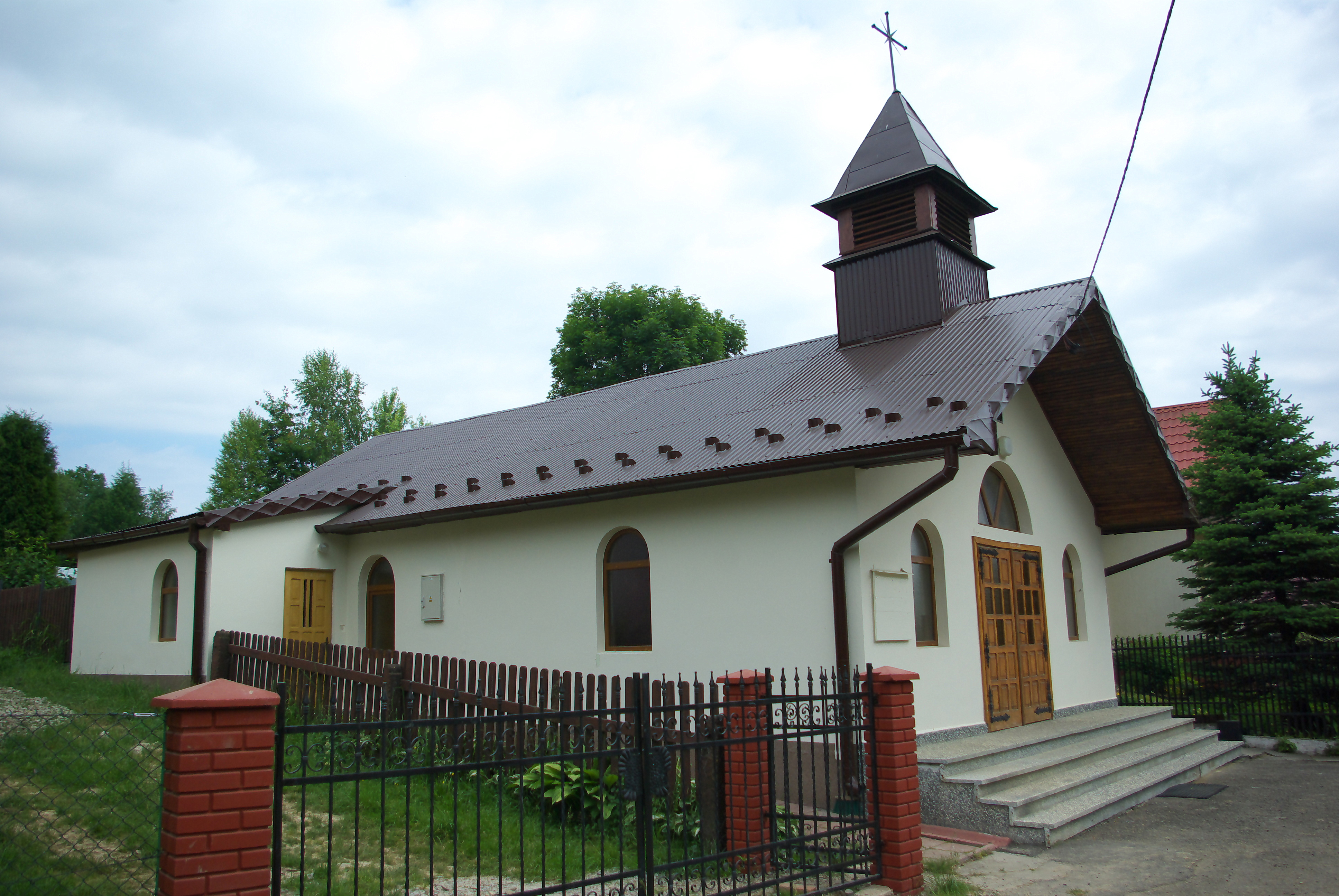
Kaplica filialna pw. Matki Bożej Anielskiej

Płowce – wieś w Polsce położona w województwie podkarpackim, w powiecie sanockim, w gminie Sanok.
W latach 1975–1998 miejscowość położona była w województwie krośnieńskim.

## Historia
Wieś królewska  położona na przełomie XVI i XVII wieku w ziemi sanockiej województwa ruskiego, w drugiej połowie XVII wieku należała do starostwa sanockiego.
Według stanu z 1855 właścicielem posiadłości tabularnej w Płowcach był Władysław Bernatowicz (zmarły 25 grudnia 1859), a w 1868 Antonina Burnatowicz. 
Jeszcze około 1863 wieś składała się z niewielkiego folwarku oraz około 20 małych osad. Wkrótce potem przedsiębiorca Jan Okołowicz (późniejszy burmistrz Sanoka) rozpoczął kopanie nafty na płowieckich gruntach włościańskich – początkowo bez powodzenia, a potem z sukcesem. Za jego przykładem podążali kolejni, wskutek czego powstawały spółki celowane w poszukiwanie i wydobycie nafty. Przed 1868 do Muzeum Techniczno-Przemysłowego w Krakowie trafiły okazy nafty surowej z kopalni Aleksandrowicza i spółki w Płowcach, jak również czyszczonej w ich fabryce w Sanoku i oleju do smarowania machin, otrzymywanego w tej fabryce. Niedługo przed 1870 dobra miejscowego majątku dworskiego zakupiła spółka inż. Leonarda Aleksandrowicza i w tamtejszym ogrodzie podjęto prace wydobywcze nafty. Według relacji z wiosny 1870 na obszarze 3 morgów wznosiło się kilkaset rusztowań tj. wież wiertniczych. Studnie wydobywcze posiadały swoje imiona np. „Laura”, „Eugenia”. W pobliżu wież istniały zabudowania dozorców, kuźnie przedsiębiorców. Scenerię tego rejonu przedstawiały kominy z wydobywającym się z nich dymem, hałas maszyny parowej, pomp i świdrów, a czasem także wybuch dynamitów. Na miejscu pracowało kilkuset robotników zarówno na ziemi jak i pod ziemią. W zakresie przemysłu naftowego w Płowcach działała kopalnia Domsa, spółka starosty sanockiego Tytusa Lewandowskiego, tzw. „spółka adwokacka” (dr Seweryn Popiel, dr Erazm Łobaczewski i inni). Na początku 1870 w Płowcach wydobywano dziennie około 3000 garncy nafty (więcej niż konkurująca Bóbrka) i swoją produkcją zaopatrywała siedem okolicznych destylarni, w tym dwie działające w Sanoku. Osiągnięcia te przyczyniły się wówczas do wzrostu ludności Sanoka w związku z napływem zainteresowanych. Skutkowało to także wykupem ziemi we wsi. Według stanu z 1872 właścicielem Płowiec był nadal Leonard Aleksandrowicz i Spółka. Przed 1873 została zawiązana poznańsko-galicyjska spółka. W Wystawie Światowej w Wiedniu 1873 w zastępstwie Jana hr. Tarnowskiego uczestniczył ww. adwokat dr Seweryn Popiel, przedstawiając surowy produkt oleju skalnego i statystykę produkcji (według innej relacji naftę i mapę kopalni). Przez wiele lat na przełomie XIX/XX wieku właścicielem tabularnym dóbr ziemskich we wsi był wspomniany Jan hr. Tarnowski (oraz Spółka Komandytowa, a także Edmund Wasylkowski, posiadający Płowce Damianówkę). W 1911 gmina posiadała we wsi 7 ha, a włościanie 231 ha.
W 1913 w Sanoku została ustanowiona ulica Płowiecka. Do Sanu w Sanoku uchodzi Potok Płowiecki, biegnący od Płowiec.
Do 1939 w Płowcach działała publiczna szkoła powszechna, czytelnia Towarzystwa Szkoły Ludowej, świetlica oddziału Związku Pracy Obywatelskiej Kobiet. W tym czasie nie działały już kopalnie ropy naftowej, której pokłady z uwagi na podskórny charakter zostały zalane przez wodę.
23 czerwca 1946 w Płowcach został aresztowany Kazimierz Kocyłowski, żołnierz partyzantki antykomunistycznej.

## Sport
W 2005 został założony klub piłkarski KS Stalfred Płowce/ Stróże Małe, który funkcjonuje w ramach wsi Płowce i Stróże Małe. W sezonie 2018/2019 klub awansował do A klasy w grupie Krosno I i utrzymuje się tam do dziś.

## Osoby związane z miejscowością
- Józef Rygliszyn – działacz partyjny
- Marian Kruczek – rzeźbiarz
- Zygmunt Haduch-Suski – naukowiec